# Ferrovia Limerick-Charleville
La ferrovia Limerick–Charleville fu una linea ferroviaria irlandese che collegò la città di Limerick a Charleville tra il 1862 e il 1967. È nota anche come Cork and Limerick Direct, dal nome della società che la costruì, perché permise l'instradamento dei treni della relazione tra la stazione di Limerick e quella di Cork senza effettuare il regresso presso lo scalo di Limerick Junction.

## Storia
La linea fu innestata presso la stazione di Patrickswell, già attiva fin dal 1856 come scalo della Limerick–Foynes. Fu aperta il 1º agosto 1862 ed esercita dalla Cork and Limerick Direct Railway (CLDR) fino al 1871, quando fu assorbita dalla Great Southern and Western Railway (GS&WR). Nel 1925 passò alla Great Southern Railways (GSR) che assunse la decisione di sopprimere il servizio passeggeri alla fine del 1934.
Undici anni dopo l'esercizio passò alla Córas Iompair Éireann (CIÉ) che chiuse definitivamente la linea nel 1967.

## Percorso
|  |  | Head station |

|  |  | Unknown route-map component "xABZgl+l" | Unknown route-map component "CONTfq" |  |

|  |  | Unknown route-map component "eBHF" |

|  | Unknown route-map component "CONTgq" | Unknown route-map component "xABZgr" |  |  |

|  |  | Unknown route-map component "exBHF" |

|  |  | Unknown route-map component "exHST" |

|  |  | Unknown route-map component "exBHF" |

|  |  | Unknown route-map component "xABZg+l" | Unknown route-map component "CONTfq" |  |

|  |  | Station on track |

|  |  | Continuation forward |